# Korpus nawowy

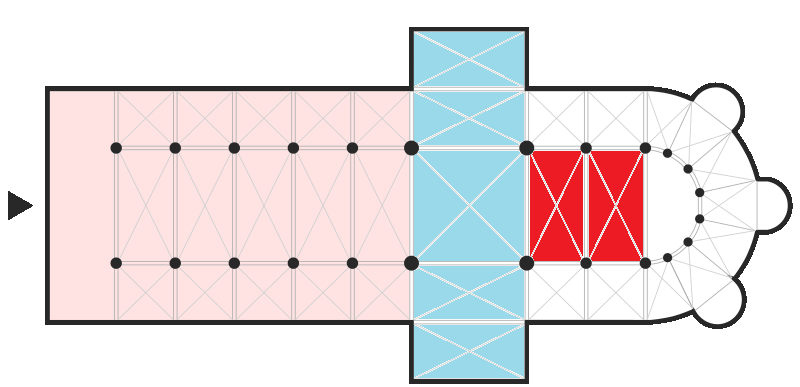
Na różowo korpus nawowy wielonawowego kościoła, na niebiesko transept, na czerwono prezbiterium

Korpus nawowy – część kościoła o planie podłużnym, znajdująca się między fasadą (ścianą zachodnią) a prezbiterium (przestrzenią przeznaczoną dla duchownych) lub transeptem (nawą poprzeczną, położoną przed prezbiterium). Korpus nawowy może być – jak w kościołach salowych – jednoprzestrzenny lub – jak w bazylikach i kościołach halowych – wielonawowy.